# Tauves
 Tauves  es una población y comuna francesa, situada en la región de Auvernia, departamento de Puy-de-Dôme, en el distrito de Issoire y cantón de Tauves.

## Demografía
| 1289 | 1184 | 1105 | 1103 | 940 | 863 |
| Para los censos de 1962 a 1999 la población legal corresponde a la población sin duplicidades (Fuente: INSEE [Consultar]) |      |      |      |     |     |